# Ankelohe
Ankelohe (niederdeutsch Ankloh) ist ein Ortsteil der Ortschaft Bad Bederkesa in der Stadt Geestland im niedersächsischen Landkreis Cuxhaven.

## Geografie

### Lage
Ankelohe befindet sich im Elbe-Weser-Dreieck östlich des Bederkesaer Sees. Der Ort liegt im östlichen Teil der Stadt Geestland.

### Nachbarorte
|                    | Steinau (Samtgemeinde Land Hadeln)          |                               |
| Ortsteil Bederkesa | Kompassrose, die auf Nachbargemeinden zeigt | Lintig – Ortsteil Meckelstedt |
|                    | Lintig                                      |                               |

(Quelle:)

## Geschichte
Urkundlich wird das Haufendorf Ankelohe das erste Mal im 14. Jahrhundert erwähnt, die ersten Siedlungsspuren liegen jedoch deutlich länger zurück. Gefundene Großsteingräber bei Ankelohe wurden leider bereits im 19. Jahrhundert zerstört.
Geprägt war das frühe Ankelohe vor allem von Heideflächen, Wald und noch nicht urbar erschlossenen und entwässerten Moorflächen.
Im Mittelalter und der frühen Neuzeit wurden auf der westlich der heutigen Ortsmitte gelegenen Falkenburg in Ankelohe Falken zur Beizjagd abgerichtet und trainiert; die Falknerei gehörte zum Amt Bederkesa.
Prägend für das Dorf war lange neben der Landwirtschaft und dem Torfabbau auch das Gut Ankelohe, welches im 19. und frühen 20. Jahrhundert als Mädchenpensionat diente und heute als Seminar- und Ferienhof genutzt wird.
Elektrizität erhielt Ankelohe erst in der Zeit der Weimarer Republik. Durch den noch nicht vollständig eingedeichten Bederkesaer See und die nassen Moorflächen waren die Sandstraßen nach Bederkesa oft nur schwer passierbar, sodass per Boot über den See oft der schnellere Weg war. Da Ankelohe keine eigene Kirche besaß, gingen die Dorfbewohner zum Gottesdienst nach Bederkesa.
Bereits vor der NS-Diktatur erfuhr der Nationalsozialismus große Unterstützung im Dorf. Bei der Reichspräsidentenwahl 1932 erhielt Hitler in beiden Wahlgängen weit über 90 % der Stimmen in Ankelohe (demgegenüber im Reich im ersten Wahlgang 30,1 %).
Am Ende des Zweiten Weltkriegs flohen viele Menschen aus Bremerhaven und den Ostgebieten auf die umliegenden Dörfer, sodass auch Ankelohe in der Zeit viele Geflüchtete aufnahm.
Die Dorfschule wurde in den späten 1970er Jahren geschlossen und wird seitdem als Sporthalle genutzt. Die Schüler besuchen nun die Grundschule in Bederkesa.
Bis in die 1980er Jahre gab es einen kleinen Kaufmannsladen. Seit den 2010er Jahren gibt es wieder einen kleinen SB Tante Emma Markt.
Im landwirtschaftlich geprägten Ort hat vor allem die Milchviehhaltung und Pferdewirtschaft große Bedeutung. Durch Ferienhäuser findet ein begrenzter Tourismus statt.

### Eingemeindungen
Am 1. Januar 1970 wurde die zuvor selbständige Gemeinde Ankelohe in die Gemeinde Bederkesa eingegliedert. Die Samtgemeinde Bederkesa entstand 1971 und umfasste mit dem Flecken Bederkesa acht Gemeinden.
Am 1. Januar 2015 entstand aus einer Fusion der Stadt Langen und der Samtgemeinde Bederkesa die Stadt und selbständige Gemeinde Geestland. Sie ist nach der Stadt Cuxhaven die Gemeinde mit der zweithöchsten Einwohnerzahl im Landkreis Cuxhaven. Auf der Liste der flächengrößten Gemeinden Deutschlands steht Geestland mit 356,58 km² auf dem elften Platz.

### Einwohnerentwicklung
| Jahr      | 1910  | 1925  | 1933  | 1939  | 1950  | 1956  | 1961  |
| --------- | ----- | ----- | ----- | ----- | ----- | ----- | ----- |
| Einwohner | 147   | 185   | 191   | 215   | 352   | 272   | 242   |
| Quelle    | [ 6 ] | [ 7 ] | [ 7 ] | [ 7 ] | [ 8 ] | [ 8 ] | [ 1 ] |

|  |

## Politik

### Ortsrat und Ortsbürgermeister
Ankelohe wird auf kommunaler Ebene vom Ortsrat der Ortschaft Bad Bederkesa vertreten.

### Wappen
Der Entwurf des Kommunalwappens von Ankelohe stammt von dem Heraldiker und Wappenmaler Gustav Völker wie der zahlreicher anderer Wappen im Landkreis Cuxhaven.
| Wappen von Ankelohe | Blasonierung: „In Blau ein silberner, rückwärtsspähender, golden bewehrter Falke, links oben beseitet von drei goldenen Buchenblättern am Zweig.“ |
| Wappen von Ankelohe | Wappenbegründung: Der Falke erinnert daran, dass in der „Falkenburg“ bei Ankelohe schon im 16. Jahrhundert und später Falken gehalten wurden, um zur Jagd abgerichtet zu werden. Die Buchenblätter weisen auf die Bedeutung des Wortes „Lohe = Gehölz“ hin. |

## Kultur und Sehenswürdigkeiten

### Bauwerke
- Hofanlage Am Brink 7 von um 1860 und 1899
- Scheune Am Brink 2 von 1730
- Großsteingräber bei Ankelohe (wurden im 19. Jahrhundert zerstört)

### Denkmäler
Ein Kriegerdenkmal für die Gefallenen und Vermissten aus dem Ersten und Zweiten Weltkrieg steht in Ankelohe neben dem Friedhof auf Seite des Falkenburger Weges vor der Kreuzung zur Bogenstraße.

### Naturdenkmale
- Findling (Verordnungsdatum 2. Oktober 1995)

### Grünflächen und Naherholung
- Bederkesaer See
- Ankeloher Randkanal
- Falkenburger Bach
- Falkenburger Randkanal

### Regelmäßige Veranstaltungen
- Dorfgemeinschaftsfest
- Dorfsportfest
- Faschingslaufen
- Kranzniederlegung zum Volkstrauertag
- Osterfeuer
- Pfingstbaum aufstellen und Kranzbinden
- Reitturnier des Reitvereins Frei Weg Bederkesa-Meckelstedt, zumeist dreitägig an einem Augustwochenend
- Ringreiten
- Schützenfest
- Silvesterball
- Weihnachtsmarkt

### Vereine
- Freiwillige Feuerwehr Ankelohe mit Jugendfeuerwehr
- Jagdgenossenschaft Ankelohe
- Schützenverein Ankelohe
- TV „Gut Heil“ Ankelohe

## Wirtschaft, Infrastruktur und Verkehr

### Unternehmen
- Lohnunternehmen und Agrarhändler Junge
- Restaurant und Sportkneipe Ankeloher Hof[11]
- Onkel Rolfs Hütte (SB-Tante-Emma-Laden)

### Öffentliche Einrichtungen
- Feuerwehrhaus der freiwilligen Feuerwehr[12]
- Schützenhalle
- Reitplatz
- Reithalle
- Spielplatz
- Friedhof
- „Gut Ankelohe“ (Seminar- und Tagungshäuser)[13]
- Falkenburg
- Sporthalle/Mehrzweckgebäude (ehemalige Grundschule)

### Verkehr
Ankelohe ist über die Seestraße/Ankeloher Straße an den Hauptort Bederkesa angebunden, über die Lindenallee (K 37) an die Landstraße 116. Über ein Anruf-Sammel-Taxi besteht eine Anbindung an den öffentlichen Personennahverkehr.